# Svinahnúkur
Svinahnúkur är ett berg i republiken Island. Det ligger i regionen Norðurland vestra, 200 km nordost om huvudstaden Reykjavík. Toppen på Svinahnúkur är 526 meter över havet.
Trakten runt Svinahnúkur är nära nog obefolkad, med mindre än två invånare per kvadratkilometer. Närmaste större samhälle är Sauðárkrókur, omkring 18 kilometer öster om Svinahnúkur. Trakten runt Svinahnúkur består i huvudsak av gräsmarker.